# Zlodowacenie (film)
Zlodowacenie (oryg. 2012: Ice Age) – amerykański film katastroficzny z 2011 roku w reżyserii Travisa Forta.

## Opis fabuły
Wielka góra lodowa odrywa się arktycznego lodowca i sunie w stronę USA.

## Obsada
- Patrick Labyorteaux – Bill Hart
- Julie McCullough – Teri Hart
- Katie Wilson – Julia Hart
- Nick Afanasiev – Nelson Hart
- Cedric Scott – senator Hopper
- Kyle Morris – Logan
- Ted Monte – Gary
- Chacko Vadaketh – Divya
- David Light – Roy Larkings
- Chacko Vadaketh – Bjorn